# Syneches ruficollis
Syneches ruficollis är en tvåvingeart som beskrevs av Walker 1852. Syneches ruficollis ingår i släktet Syneches och familjen puckeldansflugor. Inga underarter finns listade i Catalogue of Life.